# Zamek w Nowotańcu

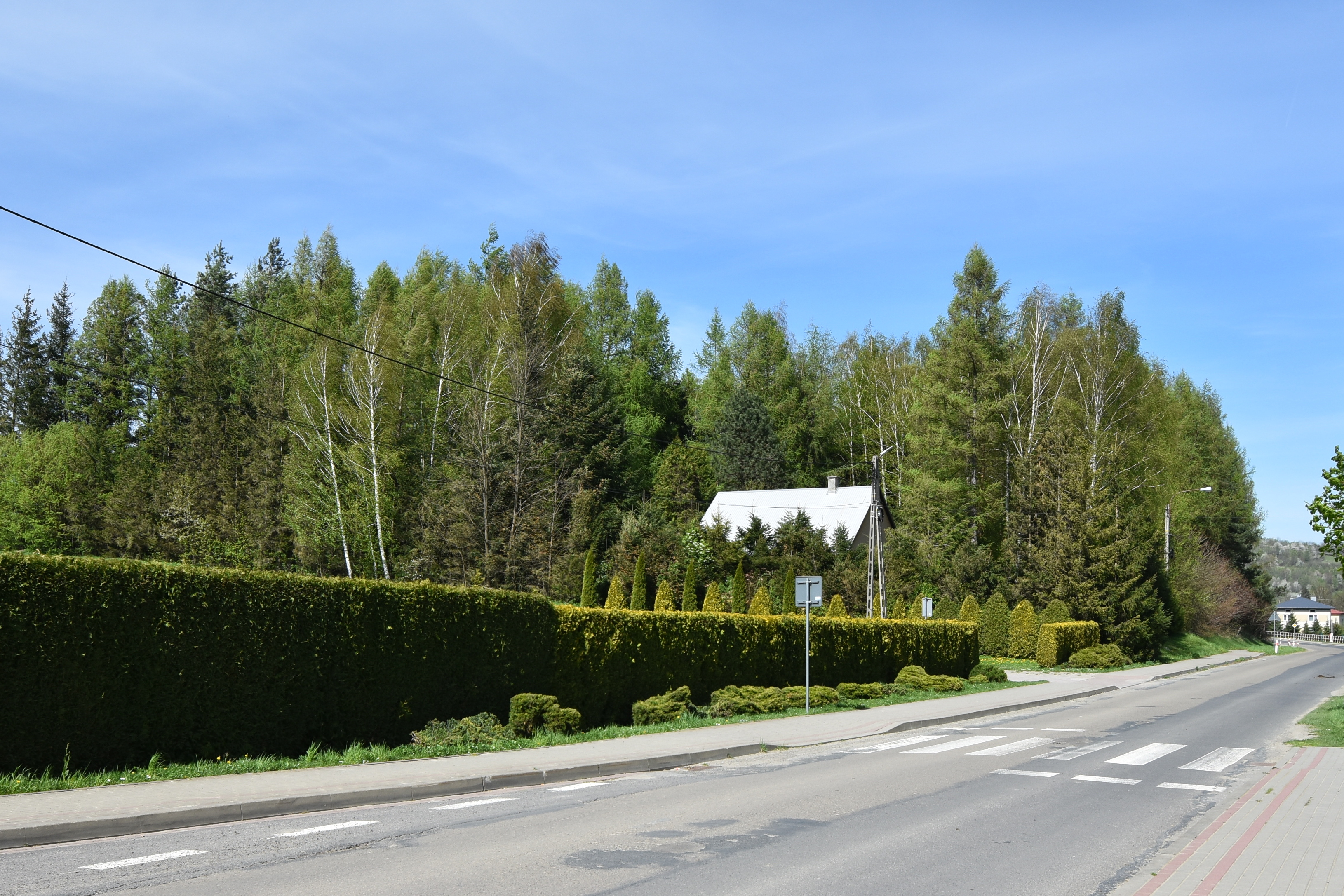
Wzgórze zamkowe obecnie (2024)

Zamek w Nowotańcu – średniowieczny zamek (fortalitium) w Nowotańcu, powstały prawdopodobnie pod koniec XV wieku, położony przy jednym ze szlaków handlowych na Węgry (obecnie droga wojewódzka nr 889 z Rymanowa, przez Bukowsko do Szczawnego. Droga ta łączy się drogą wojewódzką nr 892 prowadzącą do przejścia granicznego przez Radoszyce na Słowację).
Wspomniany w źródłach historycznych na początku XVII wieku. Pod koniec XVI wieku załoga zamku wraz z mieszkańcami miasta mogło liczyć ok. 500 osób.

## Historia
Brak jest bliższych informacji o zamku. Dopiero Mikołaj II Bal, syn Matjasza Bala herbu Gozdawa z matki Anny Waszmuntowskiej, z Nowotańca, ożeniony z senatorówną Heleną Tęczyńską (1504), notariusz ziemi sanockiej 1501–1505, podkomorzy sanocki 1531–1534) rozbudował w Nowotańcu zamek. W roku 1624 zamek oblegali Tatarzy, ale go nie zdobyli. W XVII wieku na zamku, przywilejem królewskim znajdował się skład wina węgierskiego. W wizytacji biskupa Denhoffa z roku 1699 zapisano, że z jednej strony kościoła stoi zamek Aleksandra de Stano, a z drugiej zbór dysydentów. W kilka lat później w roku 1713 Bogusław Stano sprzedał swoje dobra Józefowi Bukowskiemu.
Z 1767 r. pozostał opis zamku, zakupionego przez Aleksandra, hrabiego Jaworskiego herbu Sas:
Brama murowana na której pokojów dwa, stolik jeden w kwadrat, z tych pokojów przezcie do zamkowych sieni z której po prawej ręce Sala z piecem kaflowym i kominem, w tej sali stół wielki jeden y mały drugi, taboretów z suknem czerwonym obitych przystarych, sześć taboretów obdartych, włuczkowych sporęczamy trzy, czwarty przez poręcza także obdarty, obrazów trzy portretów, czwarty z tey sali kłótką zamknięte i zapięczętowane.
Z teyże sieni z lewey ręce pokój nazwany nowym, zapięczętowany w sieni sousiek drewniany prosty – przy teyże sali z teyże sieni pokoik mały z piecem z teyże sieni schody na górę, drzwi zapięczętowane od przodu wchodzące do sieni schodki murowane do pokoiku małego, w którym piec zły. Przy bramie baszta w pół drewniana, a w pół murowana pod którą kuchnia i piekarnia z kominem. Od teyże bramy baszta w której przod drewniany, a w tyle mur w tej na dole jest izdebka zamknięta kłodką i sklep przy niej na górę izdebka z piecem kaflowym starym i kominem zepsutym, wozownia w rogu zamku. Ten zamek jest opasany ze dwóch stron murem, a ze dwóch parkiem drewnianym. Naprzeciwko tego Pałacu Staynia przebudowana z drabinami y żłobami na jednej stronie, na drugiej niema żłoba.
Szpiklerz naprzeciwko tego zamku o dwóch kondygnacjach w którym żyta półmiarków siedem pułmarek jeden przedniego, pośledniego półmiarek jeden, miarek 4, pszenicy półmiarków 3, pośledni półmiarków 2, grochu tycznego worów 5, tycznej fasoli jedna, jęczmienia półmiarków 3, tatarki półmiarków 3, zamknięte kłódkami skarbowemi. Cyny mis obręcznych 2, trzecia przez obręczy pogięta i powyszczerbiana w jednej co przez obręczy dziura [...]
Tu mieszkał dziedzic zamku i Nowotańca, cieszący się największym poparciem ludności Jakub Ignacy Bronicki herbu Korwin (zm. w lutym 1769) – skarbnik wiślicki, marszałek ziemi sanockiej w konfederacji barskiej.
W 1764 podpisał elekcję Stanisława Augusta Poniatowskiego. W 1768 został porucznikiem chorągwi pancernej. 6 lipca w obozie pod Sieniawą obwołany marszałkiem konfederackim w czasie generalnego zjazdu szlachty sanockiej i Dukielskiej, który skupił około 6000 ludzi ogłaszając akt konfederacji ziemi sanockiej. Spod Sieniawy ruszył nowo wybrany marszałek przez Krosno do Krakowa. Na czele swojego oddziału w sile 1500 konfederatów przybył z odsieczą Krakowa. Po upadku miasta próbował dowodzić obroną Wawelu przed szturmem wojsk rosyjskich. 15 września jako generalny regimentarz partii małopolskiej wezwał szlachtę do wytrwania. Uszedł na Słowację, skąd nawiązał korespondencję z austriackim kanclerzem Wenzlem Antonem von Kaunitzem. Zmarł rok później po krwawych wydarzeniach 1768 r. W 1772 do Nowotańca, jak i całej okolicy weszły oddziały preszowskiej straży przedniej.

## Archeologia
W okresie międzywojennym widoczne były jeszcze pozostałości piwnic zamkowych, które zostały zasypane prawdopodobnie pod koniec wojny. W roku 1976 badania archeologiczne w Nowotańcu prowadzili archeolodzy z Sanoka. W późnobarokowym kościele parafialnym pw. św. Mikołaja w Nowotańcu znajduje się obraz patrona świątyni z I połowie XVIII w. z architekturą zamkową w tle. Zamek ten z końca XVI wieku, oparł (szerokość muru 1,5 m) się sile tatarskiej w 1624, ogniom pożaru w 1711 i nie był prawdopodobnie wytworem wyobraźni malarza obrazu św. Mikołaja, lecz być może ilustracją z natury. 4 km w linii prostej od Nowotańca, we wsi Zboiska, znajdują się ruiny zamku Zborsko fortyfikowanego przez Mikołaja Herburta Odnowskiego.